# Michael Ponti
Michael Ponti (Freiburg im Breisgau, 29 oktober 1937 – Garmisch-Partenkirchen, 17 oktober 2022) was een Duits-Amerikaans pianist.

## Biografie en carrière
Ponti werd in Duitsland geboren uit Amerikaanse ouders. Hij bracht het grootste deel van zijn leven door in de Verenigde Staten.
Hij studeerde piano in Washington DC bij Gilmour McDonald (1954-1955), die zelf een leerling was van Leopold Godowsky. Hij studeerde vervolgens in Frankfurt am Main bij Erich Flinsch, die zelf een leerling was van Emil von Sauer (1955-1961).
In 1964 won hij de eerste prijs in het Pianoconcours Ferruccio Busoni in Italië. Daarop volgde zijn debuut in Wenen waar hij het pianoconcerto nr. 2 van Béla Bartók speelde onder de directie van Wolfgang Sawallisch. Dit was het begin van een carrière die hem wereldwijd deed optreden. Zo bezocht hij in 1977 Australië. Hij stichtte ook het trio Ponti met violist Robert Zimansky en cellist Jan Polasek.
Hij nam voornamelijk platen op met werk van minder bekende componisten uit het romantische repertoire, onder wie Clara Schumann, Ignaz Moscheles, Charles-Valentin Alkan, Sigismond Thalberg, Moritz Moszkowski en Hans Bronsart von Schellendorff. Hij nam ook het complete oeuvre voor piano op van Alexander Scriabin, Pjotr Iljitsj Tsjaikovski en Sergej Rachmaninov.
Tegen het einde van de jaren negentiennegentig werd hij getroffen door een cardiovasculair accident dat hem een lamme rechterhand opleverde. Intensieve rehabilitatie hielp niet, wat het einde betekende van zijn concertcarrière, al realiseerde hij toch nog uitvoeringen voor muziek die enkel met de linkerhand kan gespeeld worden.
Hij overleed op 84-jarige leeftijd.